# 북서부주 (카메룬)

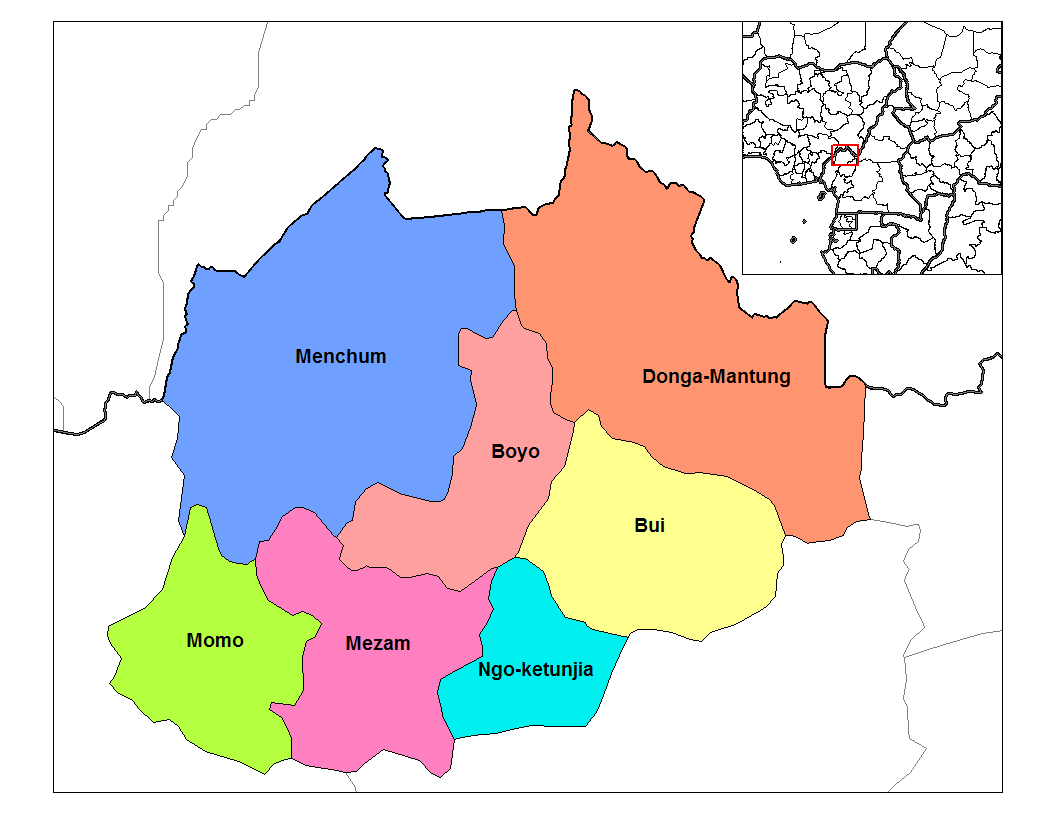

북서부주(영어: Northwest Region, 프랑스어: Province du Nord-Ouest)는 카메룬 북서부에 있는 주로, 주도는 바멘다이며 인구(1987년 조사 기준)는 1,237,348명(인구밀도는 69명)이고 면적은 17,812km2이다.

## 자연
서아프리카에서 두 번째로 높은 오쿠 산이 있으며 킬룸이짐 숲, 멘춤 폭포, 뇨스 호수(넓이 1.58km2, 깊이 208m)도 있다.